# الكدير
الكدير هي قرية سورية تقع في ناحية السخنة من منطقة تدمر في محافظة حمص. يبلغ عدد سكانها 694 نسمة وفق لإحصائيات 2004.